# 刘锦云
刘锦云（1938年6月22日—2024年6月13日），笔名锦云。河北雄县人，中华人民共和国剧作家，一级编剧，北京人民艺术剧院编剧、原院长，中国戏剧家协会原副主席。
2024年6月13日清晨，刘锦云因病在北京去世，享年85岁。